# Myosotidium hortensia

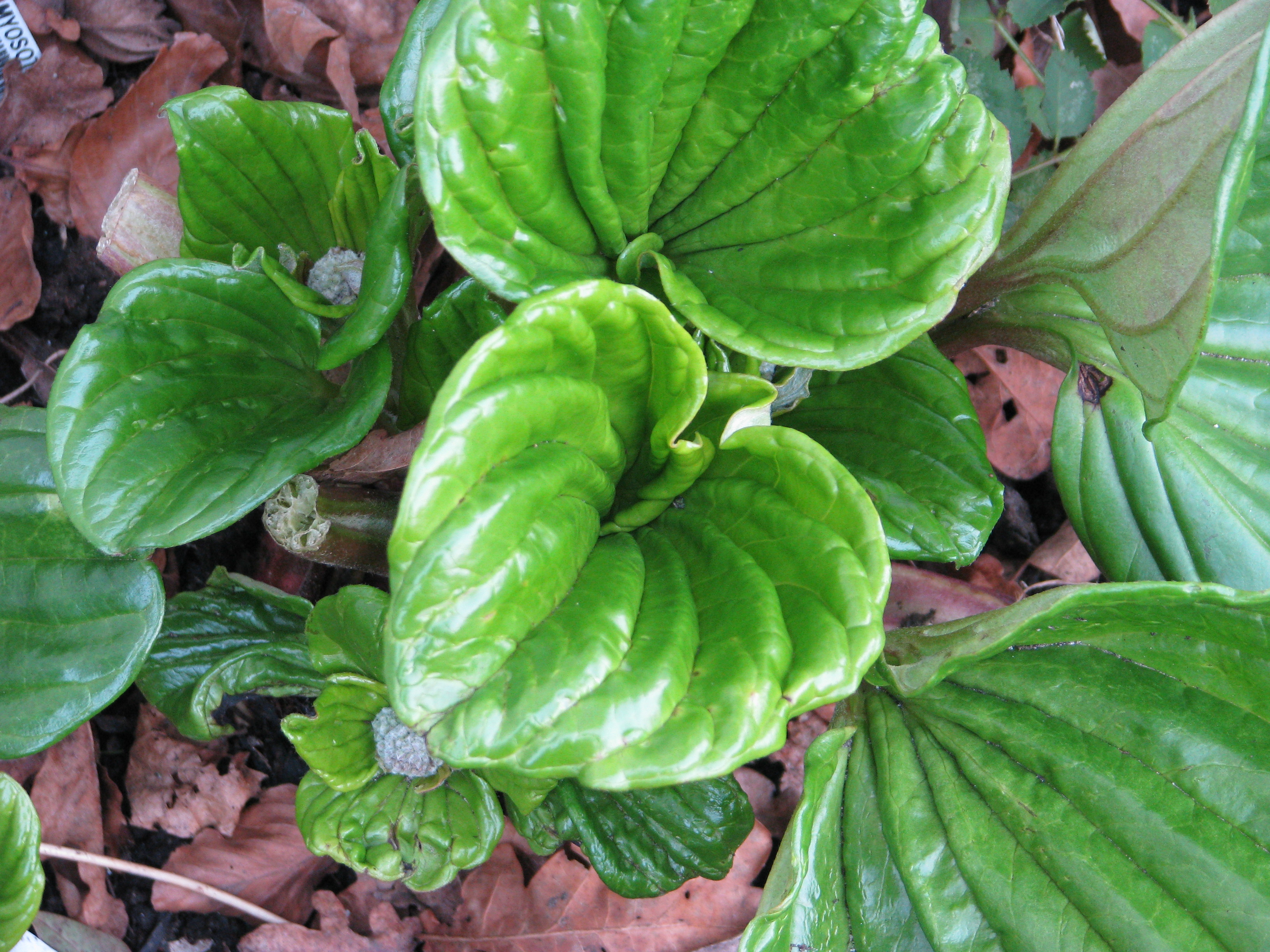
Listy s výrazným žebrováním

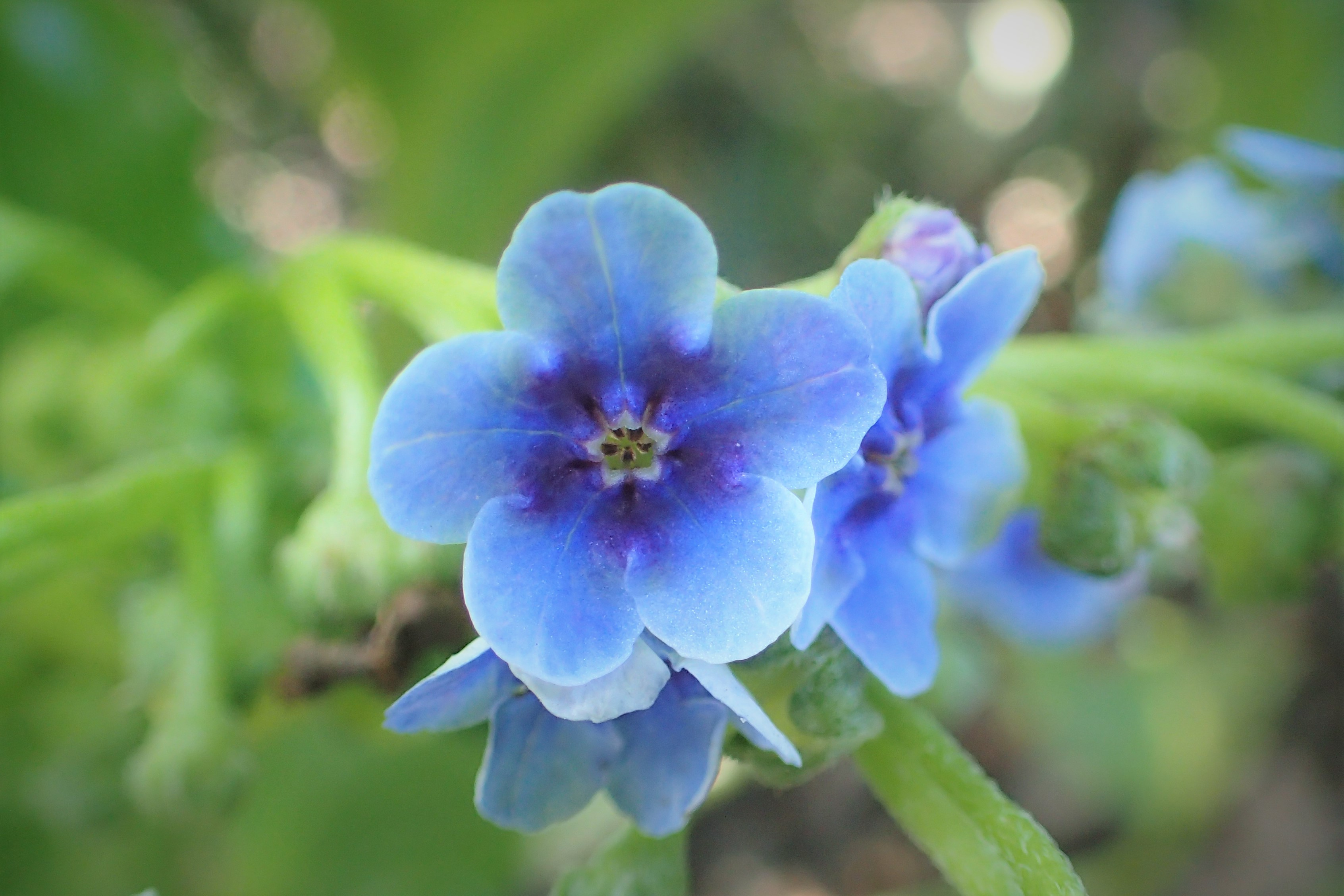
Květ z blízka

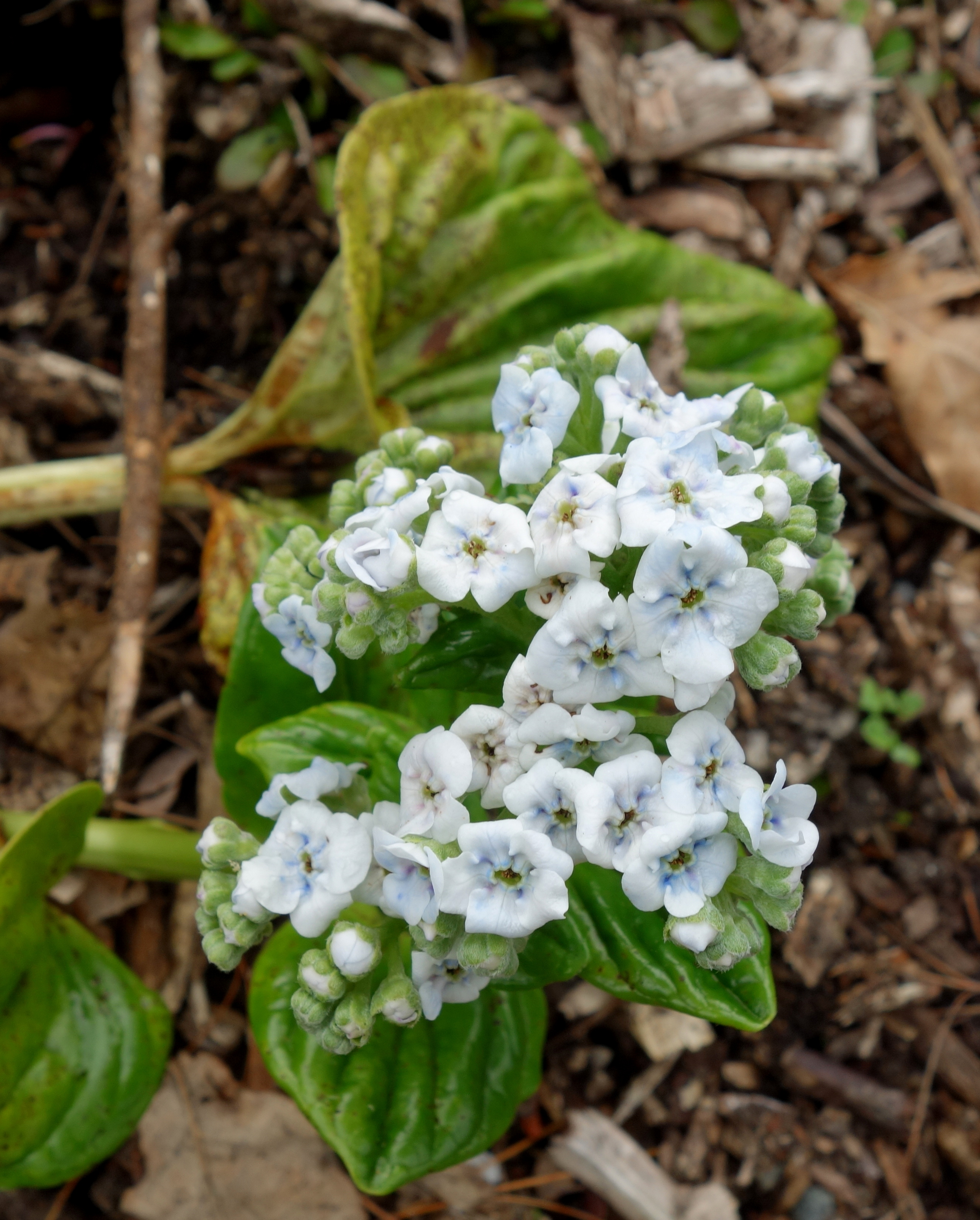
Varieta 'Alba'

Myosotidium hortensia je vytrvalá, modře kvetoucí bylina, jediný druh monotypického rodu Myosotidium, rostoucí jako endemit na tichomořských Chathamských ostrovech. Souostroví je administrativně součásti Nového Zélandu, přestože je od jeho břehu vzdáleno východním směrem přes 700 km; podobně daleko je z Prahy do Bruselu.
Rostlina s impozantními okrouhlými, lesklými, tmavě zelenými listy na silných stoncích, která na tamním jaře vystavuje ke slunci svá četná květenství s drobnými pomněnkovitými květy. Dorůstá do výšky 60 cm a vytváří trsy o průměrné šířce i přes metr. Na vzhled květů odkazuje i lidové pojmenování -pomněnka z Chathamských ostrovů. Bylina je oceňována pro svůj dekorativní vzhled, díky svým nápadným listům a atraktivním tmavě modrým květům bývá pěstována v okrasných zahradách.

## Rozšíření
Rostlina je původním druhem výhradně na jihopacifických Chathamských ostrovech, kde se vyskytuje jak na největším ostrově Chatham, tak na dalším obydleném Pittově ostrově i na některých menších ostrovech bez trvalé lidské přítomnosti, jako jsou např. Jihovýchodní ostrov či ostrov Mangere.

## Ekologie
Nejběžnějším přirozeným biotopem jsou pobřežní útesy, skalní výchozy, písečné i skalnaté pláže těsně nad přílivovou zónou a pobřežní lesní průrvy. Dobře snáší přímý vliv nedaleké mořské vody i slaného mořského větru, roste převážně ve vlhkých pobřežních koridorech nedaleko nad čárou přílivu. Preferuje výživnou vlhkou půdu a částečně zastíněné stanoviště, pokud má kořeny ve stínu snáší i plné slunce. V mladém věku se doporučuje chránit ji před mrazem, později je částečně mrazuvzdorná, snáší krátkodobý pokles teploty k – 6 °C. Není vhodné umísťovat rostliny příliš blízko k sobě, protože budou svými kořeny soupeřit o vodu i živiny.
U protinožců začíná nakvétat koncem tamního jara, plně kvete od září do října. Květy jsou bohaté na nektar a pyl, přitahují včely i další opylující hmyz. Semena obsahující asi 24 % poživatelného oleje tvořeného z 9 % esenciálními mastnými kyselinami. Rostlina má počet chromozomů 2n = 40 nebo 42.

## Popis
Myosotidium hortensia je vytrvalá, robustní rostlina s dužnatým válcovitým stonkem pokrytým jizvami po opadaných listech, který s věkem dřevnatí. Roste z vícehlavého oddenku, jehož hrubé kořeny vstupují jen plytce do půdy. Listy jsou žebrované, bazální mají 0,1 až 0,5 m dlouhý žlábkovaný řapík, který nese dužnatou, někdy chlupatou, až 0,4 m širokou čepel vejčitého, srdčitého či ledvinovitého tvaru. Okraj čepele je celokrajný, horní strana je lesklá a lysá, kdežto světlejší spodní je rovnoměrně pokryta chloupky, žilnatinu má hlubokou a zdánlivě rovnoběžnou. Směrem nahoru se dužnaté listy postupně zmenšují, stávají se přisedlými a lodyha je na svém vrcholu zakončená koncovými vrcholíky pomněnkově modrých květů.
Květenství, mívající v průměru 10 až 20 cm, je tvořeno pětičetnými květy na 1 cm stopkách. Vytrvalé kališní lístky bývají dlouhé asi 5 mm, široké 2,5 mm, eliptické a do široka rozevřené. Koruna o průměru až 15 mm je světle či tmavě modrá a s věkem rudne až do fialova, její kulaté laloky, velké 5 až 6 mm, jsou rozprostřené a částečně se překrývají. Vstup do květní trubky je poněkud uzavřen pěti dužnatými výrůstky pakorunky, v jejich blízkosti se na kratičkých nitkách nacházejí introrzní prašníky. Semeník, vzniklý ze dvou plodolistů, je nepravými přepážkami rozdělen do čtyř oddílů, je svrchní a vede z něj kratičká čnělka s hlavičkovitou bliznou.
Po opylení hmyzem se vyvine ze semeníku rozpadavý suchý plod zvaný tvrdka. Ta je tvořená čtyřmi plůdky, které jsou hnědé až černé barvy a podobají se semenům slunečnice. Tisíc semen váží asi 25 gramů.

## Rozmnožování
Bylina se rozmnožuje jarním dělením vzrostlých trsů nebo podzimním výsevem semen. Sejí se ještě čerstvá, obvykle klíčí nevyrovnaně a pomalu. Jejich dlouhá doba dormance je způsobena nepropustností tvrdého osemení, které se doporučuje před výsevem naříznout na konci, kterým semeno přirůstalo k rostlině. Za šest týdnů po vysetí se radí, na stejně dlouhou dobu, snížit teplotu asi na 4 °C, přesto některá semena vyklíčí až v následném roce. Mladé semenáče nutno udržovat ve vlhku a polostínu, ale jakmile se rozrostou, jsou docela odolné.

## Význam
Myosotidium hortensia se používá hlavně pro krajinářské úpravy, skvěle vyplňuje volná místa okolo budov, efektně vypadá i v parcích. Je vyhledávanou rostlinou, protože rychle roste a nevyžaduje mnoho péče; pouze podzimní odstraňování odkvetlých květů a uschlých listů. Preferuje stinné stanoviště s vlhkou, dobře propustnou a mírně kyselou půdou. Listy bývají celoročně stálezelené, jen v zimě na suchých a před větrem nechráněných místech někdy dochází k jejich usychání.
Jediné stanoviště, s přírodně se vyskytujícími bílé kvetoucími rostlinami, bylo lidským počínáním zničeno. Náhradou se zahradníkům zdařilo vyšlechtit bílé kvetoucí varietu 'Alba', která se často vysazuje.

## Ohrožení
Na Novém Zélandu je tato bylina považována za celostátně ohroženou rostlinou. Její stavy se snižují následkem přeměny přirozených stanovišť pro potřeby zemědělství i následkem drancování zvěří jako je skot, koně, ovce, prasata či krysy. Semena a květy jsou potravou pro vačice, různé hlodavce i místního nelétavého ptáka chřástala weka. Zaplevelení oblastí nepůvodní agresivní travinou kamýšem písečným vytlačilo tento druh z převážné většiny míst na písčitých dunách. Pro posílení jeho ochrany před vymizením z přírody je na Novém Zélandu Myosotidium hortensia zařazen do kategorie rostlin celostátně ohrožených.